# Ulica Synów Pułku w Olsztynie
Ulica Synów Pułku – ulica w Olsztynie, wchodząca w skład jednego z ważniejszych ciągów komunikacyjnych miasta. Ciąg ten jest jednym z dwóch umożliwiających mieszkańcom osiedli Jaroty, Pieczewo i Nagórki dotarcie do centrum Olsztyna. Dzięki otwarciu ulicy Tuwima ulica Synów Pułku stała się również częścią drogi tranzytowej łączącej Mazury z południową częścią Polski. Ulica Synów Pułku rozciąga się od skrzyżowania z ulicami 5. Wileńskiej Brygady AK i kard. Wyszyńskiego (nieopodal byłego DH Rolnik) do skrzyżowania z aleją Sikorskiego i ulicą Tuwima.
Swą nazwę zawdzięcza młodym żołnierzom, walczącym w czasie II wojny światowej z niemieckim okupantem.

## Komunikacja
Ulicą Synów Pułku biegną trasy 10 linii komunikacyjnych (w tym jednej nocnej). Są to linie numer 111, 113, 117, 120, 121, 126, 131, 141, 205 oraz 305. Przy ulicy Synów Pułku znajdują się 5 przystanków autobusowych (po dwa w każdym kierunku i jeden w kierunku ul. 5. Wileńskiej Brygady AK.

## Dane drogi
Ulica Synów Pułku jest drogą posiadającą po dwa, oddzielone pasem zieleni pasy w każdym kierunku.
Na trasie ulicy zainstalowane są 3 sygnalizacje świetlne:
- Skrzyżowanie z ulicami 5. Wileńskiej Brygady AK i kard. Wyszyńskiego
- Skrzyżowanie z ulicą Krasickiego
- Skrzyżowanie z aleją Sikorskiego i ulicą Tuwima

W pobliżu skrzyżowania z ulicą Orłowicza umieszczony jest fotoradar, rejestrujący łamiących przepisy kierowców.